# Aphaenogaster kimberleyensis
Aphaenogaster kimberleyensis được Shattuck, S. O. phát hiện và mô tả vào năm 2008.